# Alexandru Melian

Alexandru Melian

Alexandru Melian (n. 27 februarie 1939, Luizi-Călugăra, județul Bacău) este un scriitor, eminescolog, profesor universitar, dizident anticeaușist român.
Pe data de 8 noiembrie 1989, postul de radio Europa Liberă a difuzat 14 întrebări adresate de Alexandru Melian, pe atunci profesor la Facultatea de Litere din cadrul Universității București, lui Nicolae Ceaușescu și „mai ales celor care îl ajută să își păstreze puterea dictatorială”.

## Studii, profesiune
- 1960-1965 - Facultatea de limba și literatura română a Universității din București
- 1965-1968 - Preparator la facultatea  absolvită
- 1968-1975 - Asistent la aceeași facultate
- 1975-1991 - Lector universitar la aceeași facultate
- 1990-1995 - Lector de română la Universitatea „Stendhal” Grenoble III, Franța
- 1995-2001 - Conferențiar la Facultatea de limba și literatura Română a  Universității din București
- 2001-2002 - Profesor la aceeași facultate
- 2002-2004 - Lector de română la Universitatea „Stendhal” Grenoble, Franța
- 2004-2006 - Profesor la Facultatea de filologie din București

## Doctorat
Specialitatea – LITERE, titlul tezei – TRAIAN DEMETRESCU, susținută la Universitatea din București în anul 1973.

## Debutul absolut
Revista Contemporanul, în anul 1963, cu o cronică la romanul Ioanei Postelnicu, „Plecarea Vlașinilor”.

## Debutul editorial
Volumul „Traian Demetrescu”, Editura Scrisul românesc, Craiova, 1983.

## Recunoașteri
Data primirii în Uniunea Scriitorilor: 1990
Articole despre opera sa: Dan Culcer - „Alexandru Melian - Universul stilistic al operei”, Ed. Asymetria

## Colaborări
La revistele Contemporanul, Luceafărul, Adevărul literar și artistic, Ramuri, Analele Universității București, Limbă și literatură, Revista de istorie și teorie literară, 22 etc.
Colaborări la volume colective :
- „Comentarii macedonskiene” Minerva, Buc.1971, coord. Fl.Firan;
- „Reviste literare românești la sfârșitul sec. al XIX-lea”, Ed.Academiei, 1974, coord. Ov.Papadima;
- „Eminescu. Icoane vechi și nouă”, Minerva, Buc.1975, împreună cu Gh. Bulgăr;
- „Drumuri și zări”, Ed.Sport-Turism, Buc.1962, coord. St. Cazimir ;
- „Eminescu. Luceafărul-centenar.” Ed. Univ. București, coord. A.Melian;
- „Eminescu. Centenar.” Societatea de științe filologice, București, 1989, coord. I.Hangiu

Coperta cărții "Polelmici implicite"

## Lucrări publicate
- „Eminescu – univers deschis” Ed.Minerva, Buc. 1987, - exegeză;
- „Eminescu – poezia invocației” Ed. Atos, Buc.1999, - exegeză;
- „Polemici implicite” București, Editura Universitatii din Bucuresti, 2003. - 426 p. ; 21 cm. - Contine bibliogr. dupa capitole si index. - ISBN 973-575-806-7u.
- „Semnele Apocalipsului si ispitele gândului”, Editura Semănătorul online, 2011
- „Polemici implicite”, Ediție revizuită și adăugită în două volume, la Editura Semănătorul - Editura online, 2011
- Sub egida Institutului de istorie și teorie literară "G. Călinescu", se publică volumul Reviste literare românești din ultimele decenii ale secolului al XIX-lea, suită de monografii realizate de Marin Bucur, Rodica Florea, Stancu Ilin, Emil Manu, Al. Melian, I. Oprișan, Ovidiu Papadima și Anca Rizescu.[1]